# Ганахлеба (Гульрипшский район)
Ганахлеба или Адзыдакуара  (абх. Аӡыдаҟәара, груз. განახლება) — село в Абхазии, в Гулрыпшском районе частично признанной Республики Абхазия, согласно административному делению Грузии — в Гульрипшском муниципалитете Абхазской Автономной Республики. Высота над уровнем моря составляет 130 метров.

## Население
В 1959 году в селе Ганахлеба жило 674 человека, в основном грузины (в Ганахлебском сельсовете в целом — 1665 человек, также в основном грузины, а также армяне). В 1989 году в селе жило 948 человек, в основном грузины.